# Plaza Montt Varas
La Plaza Montt Varas, también denominada Plaza de la Justicia, se encuentra ubicada en el centro de la ciudad de Santiago, la capital de Chile, en la calle Compañía, entre Morandé y Bandera. Ocupa el frontis norte del Palacio de los Tribunales de Justicia, y está rodeado también del edificio del ex Congreso Nacional, el Museo Chileno de Arte Precolombino y el ex Palacio Larraín Zañartu.
Recibe su nombre del monumento a Manuel Montt y a Antonio Varas, ubicado al centro de la plaza, que fue diseñado por Ernesto Biondi y realizado por Alessandro Nelli en Roma en 1904, siendo inaugurado el 17 de septiembre de dicho año.
Luego de haber sido utilizada como parque de superficie de estacionamiento de vehículos institucionales, comenzó su proceso de remodelación en mayo de 2013, que involucró la construcción de cuatro niveles subterráneos de estacionamientos, que dejaron libre la explanada, ahora con árboles ornamentales, espejos de agua y faroles de iluminación. Los trabajos finalizaron a mediados de octubre de 2015.